# Muskogean
Muskogean je porodica sjevernoameričkih indijanskih jezika raširenih u domorodačkoj Americi na jugoistoku današnjih SAD. Porodica se po starijoj klasifikaciji držala za dio danas nepriznate Velike porodice Hokan-Siouan. Plemena što su govorila muskhogean jezicima imala su prilično jednoobraznu kulturu Jugoistočnih ratara, poznatih uzgajivača kukuruza i plesnih svečanosti u čast kukuruza, poznati Green Corn Dance, zvan i Busk Dance. 
Članovi porodice Muskhogean gotovo su svi nestali, osim nekoliko plemena, too su: Choctaw, Alabama, Koasati, Chickasaw, Seminole, Choctaw i Muskogee, te nešto potomaka, uglavnom uveliko miješanih s drugim narodima i plemenima: Houma, Apalachee, Apalachicola. Porodici Muskhogean često su pripisivali kao posebne ogranke Indijanaca Natchesan, koji se također ponekad vode i samostalno, te pripadnike Timuquanan plemena, za koje se danas smatra da pripadaju staroj indijanskoj populaciji Taino, porijeklom s Velikih Antila. 
Porodica Muskhogean obuhvaća plemena i istoimene jezike i dijalekte: Acolapissa, Alabama, Apalachee, Apalachicola, Bayogoula, Chakchiuma, Chatot, Chiaha, Chickasaw, Choctaw, Choula, Cusabo, Guale, Hitchiti, Houma, Ibitoupa, Kaskinampo, Koasati, Mikasuki, Mobile, Mugulasha, Muklasa, Muskogee (Creek), Napochi, Oconee, Okelousa, Okmulgee, Pascagoula, Pawokti, Pensacola, Quinipissa, Sawokli, Seminole, Tamathli, Tangipahoa, Taposa, Tohome, Tuskegee, Yamasee, Yufera (?).

## Vanjske poveznice
- Ethnologue (14th)
- Ethnologue (15th)

Ethnologue (16th)